# Conservatoire à rayonnement communal de Viry-Châtillon
Pour les articles homonymes, voir Cité des Arts.
 (décembre 2023).
 (novembre 2023).
La Cité des Arts de Viry-Châtillon est un conservatoire à rayonnement communal pluridisciplinaire : musique, danse, théâtre et arts plastiques. Il regroupe la Maison de la Musique, la Maison du Théâtre, la Maison de la Danse et la Maison des Arts plastiques. Le conservatoire de Viry-Châtillon est intégré en 2018 dans le réseau des conservatoires de l'Établissement public territorial Grand-Orly Seine Bièvre, créé le 1er janvier 2016.

## Histoire et situation géographique
La Cité des Arts de Viry-Châtillon répartit son activité sur plusieurs sites.
La maison de la Musique est abritée depuis 1989 dans le château des Marches,,, dont la trace remonte au 17 mai 1493 et se situe en plein centre ville. Dans le passé, le conservatoire se nommait « conservatoire municipal de musique Marc-Antoine Charpentier ». Le choix de ce nom a été décidé par le conseil municipal de l'époque (en 1992) parmi plusieurs noms de musiciens et compositeurs du XVIIe siècle, époque vraisemblable de la construction du bâtiment.
Ne disposant pas d'auditorium, les concerts et auditions ont généralement lieu à :
- La ferme, 35, avenue Henri-Barbusse (située à 150 mètres)
- Théâtre de l’Envol, 4, rue Danielle-Casanova (situé à 500 mètres)

## Directions
- 1985 - 1996 : Gérard Leclerc, fondateur et premier Directeur. En 1992, il a participé à l'inauguration des nouveaux locaux dans le Château des Marches. C'est lui, également, qui a fait agréer cet établissement après une inspection générale de la Direction de la Musique du Ministère de la Culture. Sous sa direction, un orchestre d'instruments à vent de 55 musiciens a été créé. Doctorant de l'Université de la Sorbonne il y a été chargé de cours durant une quinzaine d'années puis a dirigé les Conservatoires de Chatenay-Malabry et Savigny sur Orge. Il a été élevé au grade de Chevalier des Arts et Lettres et des Palmes académiques.
- 1996-2006 : Jean-Marie Raymond[5]
- 2006-2012 : Xavier le Masne
- 2012-2015 : Alexandre Grandé (devenu en 2015 directeur du Conservatoire à rayonnement régional d'Aubervilliers)
- 2015-2023 : Christian Roca (ancien clarinettiste à l'orchestre de la Garde républicaine)
- Depuis 2023 : Damien Etchegorry-Rodriguez

## Enseignements
La Maison de la musique est un établissement agréé par l’État accueillant des enfants à partir de 4 ans, adolescents et adultes : initiation, cursus pédagogique décliné sous forme de trois cycles (durée de 3 à 5 ans pour chacun), d’un cycle de perfectionnement, de cours et pratiques hors cursus.
La formation inclut des pratiques collectives (musique de chambre, ensemble instrumental, orchestres 1er et 2ème cycle...).
Elle dispose d'un orchestre symphonique composé des professeurs, des élèves de 3e cycle et d'amateurs ainsi que d'un orchestre d'harmonie.

## Actions culturelles
Régulièrement, les élèves, les ensembles et les orchestres ainsi que leurs professeurs présentent des auditions publiques, des portes ouvertes et des spectacles dans le cadre d'action pédagogique à vocation musicale uniquement ou interdisciplinaire (danse, théâtre, arts plastiques), comme : 
- 2016: Hommage à Eric Demarsan[8], compositeur de musiques de films tels L'Armée des ombres, Le Cercle rouge...
- 2021-2022 : Nouvelles aventures de Pierre et le loup, suite du conte musical composée par Denis Uhalde sur des textes des classes de CM1 de l'école Camus.

## Personnalités présentes ou passées liées à l'établissement

### Professeurs
(liste non exhaustive)
- Accordéon : Claire Martello
- Alto : Agnès Ben Soussan
- Batterie : Sylvain Pastore
- Clarinette : Marie-Dominique Pongy[9],[10].
- Chant choral : Felipe Carrasco
- Chant lyrique : Sylvie Martinelli
- Contrebasse : Jérôme Seguin[5]
- Cor : Jie Lieber
- Flûte : Valérie Murgier[5], Chiara de Grandis
- Formation musicale : Claudio Brucato, Eva Houssin
- Guitare : Garen Ajamian, Michel Zebracki et Etienne Vibert[5].
- Musiques actuelles : Fernando Rodriguez, Foucaut Du Merle
- Percussions : Céline Blondeau
- Piano : Blandine Gredé, Yannick Gomez, Claudio Brucato et Angel Alvarez-Safont
- Saxophone : Frédéric Grange
- Trompette : Patrick Touvet
- Trombone : Sébastien Poulle
- Tuba : Pascal Godfroid
- Violon : Judith Taupin, Florence Mathias
- Violoncelle : Louma Le Touzic

### Artiste en résidence
- 2018 : Angelo Petronio, orchestration sur le film Carmen burlesque de Charlie Chaplin (commande du Conservatoire de Viry-Châtillon)